# 善福寺公園
善福寺公園（ぜんぷくじこうえん）は東京都杉並区にある東京都建設局所轄の都立公園である。

## 概要
善福寺池を中心に、遊具・遊歩道が整備され、市民の憩いの場となっている。また、善福寺池は善福寺川の水源にもなっている他、東京都水道局杉並浄水所の水源になっている（23区内の東京都水道局管轄の水道で、井戸を水源としているのはここだけ）。北と南に2つの池がある。池を中心に、憩いの場として整備され、公園としては1961年6月16日に開園。井の頭池（井の頭恩賜公園）・三宝寺池（石神井公園）と並び武蔵野三大湧水池として知られている。
なお、中流の杉並区成田西から成田東にかけて善福寺川緑地があるが、全く別の公園である。
善福寺池は、古来より武蔵野台地からの湧水池として知られていた。まだ農村だった江戸時代には、貴重な水源であった。また池は遅野井池（おそのいいけ）とも呼ばれ付近一帯の上井草村は別名遅野井村（おそのいむら）とも言われた。善福寺の名の由来は、池のほとりにあった寺の名前に由来しているが、江戸時代に廃寺となっている。なお現在も近辺に「善福寺」という名の寺がありややこしいが、これは元々は福寿庵という違う名前の寺だったのを後年地名をとって改名したものであり、池の名前の由来になった善福寺とは別寺である。
湧水量も多く、近辺には武蔵野の雑木林を思わせる木々も多くあり、野鳥や草花も豊富で、都内でも数少ない自然豊かな公園である。
公園内には遅の井の滝がある。善福寺池の湧水のひとつでその起源は古く、言い伝えによると文治5年（1189年）、源頼朝が奥州征伐に向かう途中、この地で飲料水を求めるために土を掘ったが折からの干ばつでなかなか水が出ず、自ら弓の筈（はず）で土を７か所掘ると、しばらくしてその７か所に水が湧き出たといわれている。水の出を「今や遅し」と待ったところから「遅の井」と命名されたという。現在は泉が涸れてしまったので、新たに井戸を掘り、ポンプで汲みあげて遅の井の滝として復元している。

## アクセス・案内

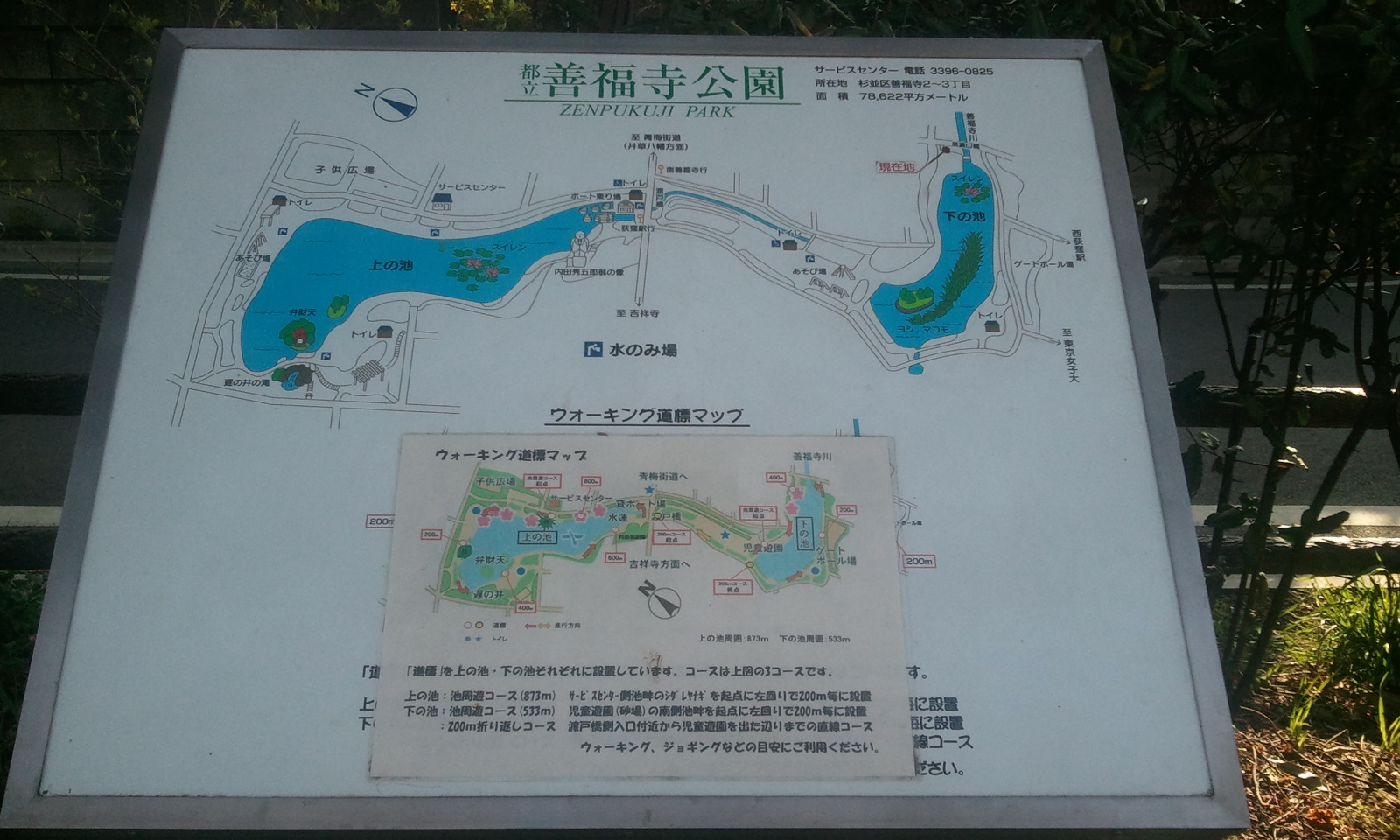
善福寺公園の地図

- JR中央線・東京地下鉄丸ノ内線荻窪駅より関東バス「南善福寺」行き「善福寺公園前」下車徒歩0分、JR中央線西荻窪駅より関東バス・西武バス「上石神井駅」行きあるいは「大泉学園駅」行き「善福寺」下車徒歩5分、JR中央線・京王井の頭線吉祥寺駅より関東バス「上石神井駅」行き「善福寺」下車徒歩5分、西武新宿線上石神井駅・西武池袋線大泉学園駅より関東バス・西武バス「西荻窪駅」行き「善福寺」下車徒歩5分
- 近接して東京女子大学がある。
- 入園は無料。常時開園している。貸し出しボートはしばらく運営を中止していたが、2006年3月25日から再開することになった。遊覧可能だか、ボートの貸し出し時間は日中のみ。土日祝日営業（有料） ※12月～3月までは休業（ただし桜開花時期に応じて変更の場合がある）
- 地図